# Reissekia cordifolia
Reissekia cordifolia är en brakvedsväxtart som beskrevs av Stephan Ladislaus Endlicher. Reissekia cordifolia ingår i släktet Reissekia och familjen brakvedsväxter. Inga underarter finns listade i Catalogue of Life.